# Paul Herbé
Pour les articles homonymes, voir Herbé.

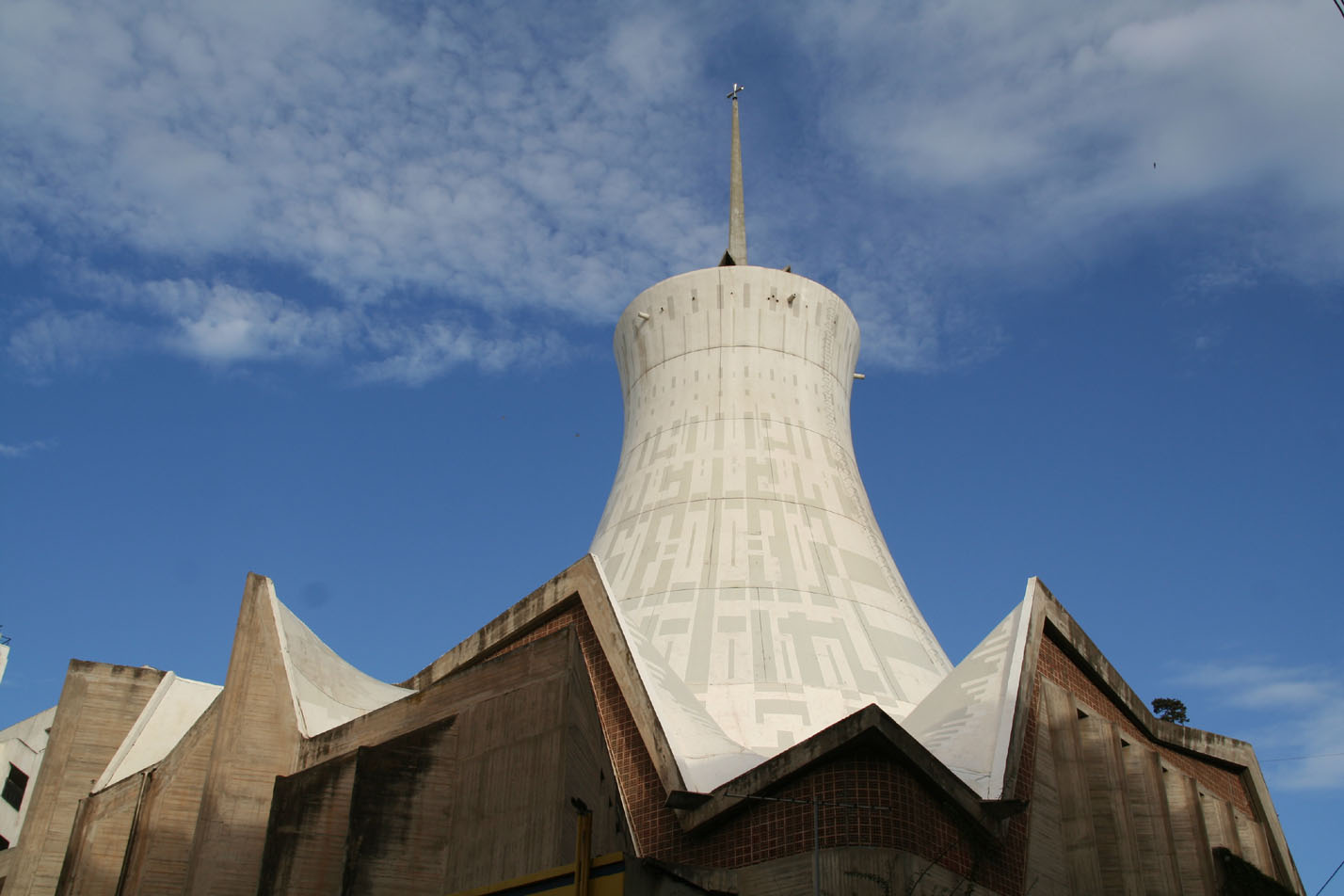
Cathédrale du Sacré-Cœur d'Alger réalisée avec Jean Le Couteur

Paul Herbé, né à Reims le 15 octobre 1903 et mort à Paris le 26 août 1963, est un architecte français.

## Biographie
Paul Charles Auguste Herbé (fils d'Edmond Herbé (1864-1960), architecte à Reims) fut élève d'Emmanuel Pontremoli à l'École des beaux-arts de Paris. 
Il réalisa avec Robert Camelot le collège Jules-Ferry de Beaune, en 1933. Collaborateur de Bernard Zehrfuss en Tunisie en 1943, il est nommé, en 1948, urbaniste du Soudan et du Niger. Il sera associé à Jean Le Couteur jusqu'à sa mort. 
Il exerce la fonction d'architecte-conseil du service d'architecture du ministère de la Reconstruction et de l'Urbanisme. Il succéda à Auguste Perret comme chef d’atelier à l’École nationale supérieure des beaux-arts. Il réalisa principalement le pavillon de la céramique à l'Exposition de 1937 (avec Camelot), le palais des expositions de Lille en 1951 (avec Jean Prouvé), l'hôpital de Fort-Lamy en 1953 (avec Jean Le Couteur), la cathédrale du Sacré-Cœur d'Alger en 1955, plusieurs groupes de logements à Bagneux, Massy, Louveciennes, Sevran, Ermont, la chapelle Saint-Paul d'Ambourget à Aulnay-sous-Bois, etc. 
Il est l'auteur du premier plan d'aménagement du quartier de la Défense, avec Robert Auzelle, Robert Camelot, Jean de Mailly et Bernard Zehrfuss.